# Wanda Hawley
Wanda Hawley, cujo nome verdadeiro é Selma Wanda Pittack (30 de julho de 1895 — 18 de março de 1963), foi uma atriz norte-americana da era do cinema mudo. Tornou-se uma estrela atuando em filmes de Cecil B. DeMille e Sam Wood.

## Filmografia parcial
- The Heart of a Lion (1917)
- Cupid's Round Up (1918)
- Mr. Fix-It (1918)
- Old Wives for New (1918)
- Cheating the Public (1918)
- We Can't Have Everything (1918)
- A Pair of Silk Stockings (1918)
- The Border Wireless (1918)
- The Gypsy Trail (1918)
- The Way of a Man with a Maid (1918)
- The Poor Boob (1919)
- Greased Lightning (1919)
- For Better, for Worse (1919)
- You're Fired (1919)
- Secret Service (1919)
- Told in the Hills (1919)
- The Lottery Man (1919)
- Everywoman (1919)
- Peg o' My Heart (1919)*(made but never released; held up by litigation)
- The Tree of Knowledge (1920)
- Double Speed (1920)
- The Six Best Cellars (1920)
- Miss Hobbs (1920)
- Her Beloved Villain (1920)
- Mrs. Temple's Telegram (1920)
- Held by the Enemy (1920)
- The Affairs of Anatol (1921)
- A Kiss in Time (1921)
- The Affairs of Anatol (1921)
- Her Sturdy Oak (1921)
- The House That Jazz Built (1921)
- The Snob (1921)
- The Love Charm (1921)
- A Trip to Paramountown (1922) – short
- Thirty Days (1922)
- The Young Rajah (1922)
- Too Much Wife (1922)
- Bobbed Hair (1922)
- The Truthful Liar (1922)
- The Woman Who Walked Alone (1922)
- Burning Sands (1922)
- Nobody's Money (1923)
- Masters of Men (1923)
- Fires of Fate (1923)
- Lights of London (1923)
- Mary of the Movies (1923) – cameo
- The Man from Brodney's (1923)
- Brass Commandments (1923)
- Bread (1924)
- Reckless Romance (1924)
- The Desert Sheik (1924)
- The Man Who Played Square (1924)
- Graustark (1925)
- The Unnamed Woman (1925)
- Barriers Burned Away (1925)
- Let Women Alone (1925)
- Smouldering Fires (1925)
- Who Cares (1925)
- American Pluck (1925)
- Wizard of Oz (1925)
- The Flying Fool (1925)
- Stop Flirting (1925)
- Men of the Night (1926)
- The Midnight Message (1926)
- The Last Alarm (1926)
- A Desperate Moment (1926)
- Hearts and Spangles (1926)
- The Smoke Eaters (1926)
- The Combat (1926)
- Pirates of the Sky (1926)
- Eyes of the Totem (1927)
- Pueblo Terror (1931)
- Trails of the Golden West (1931)
- The Crooked Road (1932)